# Грозненская ТЭЦ-2
Грозненская ТЭЦ-2 (Новогорозненская ТЭЦ) — разрушенная в годы Первой чеченской войны (1994—1996) теплоэлектроцентраль, крупнейшая на 1990 год электростанция Чеченской республики, располагавшаяся в городе Грозный и являвшаяся основным источником тепловой и электрической энергии для Новогрозненского нефтеперерабатывающего завода.

## История
Новогорозненская ТЭЦ была спроектирована и построена с 1948 по 1958 год. Проектное топливо — донецкий антрацит сорта «АШ».
Первый турбоагрегат был введён в эксплуатацию в 1952 году. На станции были установлены 4 турбоагрегата по 25 МВт, два — по 50 МВт, один — мощностью 100 МВт. Паровая турбина мощностью 100 МВт была введена в эксплуатацию в 1960 году и была самой крупной по мощности установкой на Северном Кавказе.
До 1963 года Новогрозненская ТЭЦ была крупнейшей электростанцией на Северном Кавказе.
Установленная мощность на 1 января 1990 года — 317 МВт. Выработка электрической энергии в 1990 году — 2035,6 млн кВт⋅ч, отпуск тепловой энергии — 3192,0 тыс. Гкал.
Была полностью разрушена в годы Первой чеченской войны (1994—1996).